# Robres
Robres település Spanyolországban, Huesca tartományban. Robres Alcubierre, Leciñena, Torralba de Aragón, Senés de Alcubierre, Almuniente és Grañén községekkel határos. Lakosainak száma 531 fő (2024).

## Népesség
A település népessége az utóbbi években az alábbiak szerint változott:
| Lakosok száma | 662  | 661  | 649  | 632  | 605  | 575  | 561  | 527  | 537  | 531  |
|               | 2001 | 2004 | 2007 | 2009 | 2012 | 2014 | 2017 | 2019 | 2022 | 2024 |